# Parahepomidion macrophthalmum
Parahepomidion macrophthalmum är en skalbaggsart som beskrevs av Stefan von Breuning 1955. Parahepomidion macrophthalmum ingår i släktet Parahepomidion och familjen långhorningar.
Artens utbredningsområde är Rwanda. Inga underarter finns listade i Catalogue of Life.